# Fred Sterling

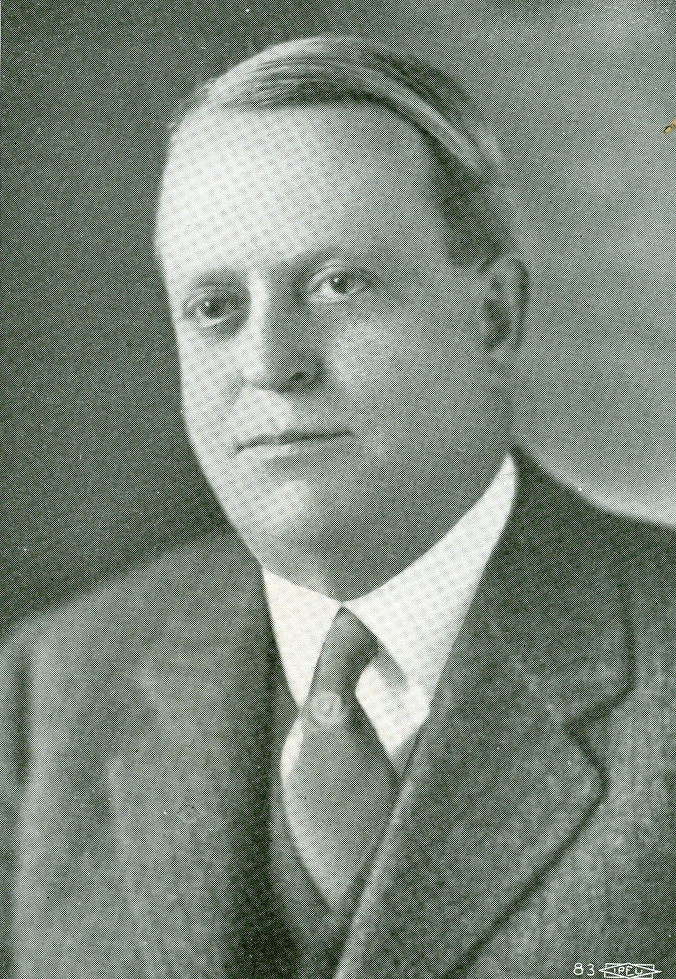
Fred E. Sterling, Gouverneursleutnant von Illinois und Zeitungsgründer aus Rockford

Frederick E. „Fred“ Sterling (* 29. Juni 1869 in Dixon, Illinois; † 10. Februar 1934 in Rockford, Illinois) war ein US-amerikanischer Politiker. Zwischen 1921 und 1933 war er Vizegouverneur des Bundesstaates Illinois.

## Werdegang
Sterling war in Rockford als Zeitungsverleger und Herausgeber tätig. Politisch schloss er sich der Republikanischen Partei an. In den Jahren 1912 und 1920 nahm er als Delegierter an den Republican National Conventions teil. Zwischen 1914 und 1916 gehörte er dem Staatsvorstand seiner Partei an. Im Jahr 1916 war er Vorsitzender der Republikaner in Illinois. Von 1919 bis 1921 war er als State Treasurer Finanzminister seines Staates.
1920 wurde Sterling an der Seite von Len Small zum Vizegouverneur von Illinois gewählt. Dieses Amt bekleidete er zwischen dem 10. Januar 1921 und dem 9. Januar 1933. Seit 1929 diente er unter dem neuen Gouverneur Louis Lincoln Emmerson. Dabei war er Stellvertreter des Gouverneurs. In den Jahren 1924 und 1928 wurde Sterling jeweils in seinem Amt bestätigt. Fred Sterling war auch Mitglied der Freimaurer und einiger von deren Untergruppierungen.